# Blackstar
Blackstar (estilizado como ★) es el vigésimo quinto y último álbum de estudio del músico británico David Bowie, publicado por la compañía discográfica Sony Records el 8 de enero de 2016, coincidiendo con el 69.° cumpleaños del artista  y dos días antes de su fallecimiento. Blackstar fue anunciado por el propio Bowie en su página web el 25 de octubre de 2015 mediante una nota de prensa en la que se revelaba tanto la fecha de lanzamiento del álbum como la del primer sencillo, «Blackstar».
El álbum fue recibido con buenas reseñas de la prensa musical y con un notable éxito comercial al alcanzar el primer puesto en las listas de numerosos países a raíz de la muerte de Bowie. Al respecto, Blackstar vendió 146 000 copias en su primera semana a la venta en el Reino Unido y más de 181 000 en los Estados Unidos. Pocos días después del lanzamiento del álbum, Amazon vendió todas las existencias de Blackstar tanto en su edición en CD como en vinilo. Una semana después, Blackstar alcanzó el primer puesto en la lista de descargas de iTunes en 25 países y se convirtió en el primer álbum de Bowie en llegar a la primera posición de la lista estadounidense Billboard 200.

## Antecedentes
El productor Tony Visconti reveló en 2014 que ya se encontraban «trabajando en nueva música». Con el anuncio y lanzamiento del álbum recopilatorio Nothing Has Changed se reveló parte de la música en la que Bowie se encontraba trabajando, «Sue (Or In A Season Of Crime)». El primero en referirse a esta nueva música como un nuevo álbum fue The Times en octubre de 2015. Según el diario británico, el nuevo trabajo de Bowie contaría con siete canciones, habría sido grabado con músicos de jazz, incluiría piezas instrumentales y los tonos «blancos y negros» que primaban en la portada de The Next Day darían paso a un aspecto colorido, que presentaría al artista como «rubio y joven». La web oficial de Bowie realizó una nota de prensa oficial en la que se desmentía cualquier rumor, habiendo sido anunciadas tan solo las fechas de lanzamiento.
Respecto al estilo musical del álbum se ha especulado sobre la influencia que tuvo Bowie con el estilo del músico Scott Walker después de haber producido el documental "30th Century Man" en el año 2006.

## Portada
La portada del álbum, al igual que la de su predecesor The Next Day, fue diseñada por Jonathan Barnbrook. El diseño de esta consiste en el dibujo de una estrella de color negro sobre un fondo blanco. En la parte inferior se puede apreciar la descomposición de la estrella en cinco partes distintas, que observadas detalladamente conforman la palabra Bowie.

## Recepción
Blackstar fue aclamado tanto por críticos profesionales como por seguidores de Bowie. En Metacritic, el álbum tiene una puntuación media de 87 sobre 100, según 43 reseñas, lo que indica "aclamación universal". El crítico de Rolling Stone, David Fricke, calificó al disco como "un rebote de excentricidad de textura y escritura pictórica de metralla". Andy Gill de The Independent consideró el disco como "el álbum más extremo" de toda la carrera de Bowie, y afirmó que "Blackstar está tan lejos como se ha desviado del pop". Jon Pareles de The New York Times describió el álbum como "a la vez emotivo y críptico, estructurado y espontáneo y, sobre todo, voluntarioso, negándose a satisfacer las expectativas de las emisoras de radio o de los aficionados". Neil McCormick, del Daily Telegraph, aclamó a Blackstar como un álbum "extraordinario" que "sugiere que, como un Lazarus moderno del pop, Bowie está verdaderamente de regreso del más allá". En una crítica favorable para Exclaim!, Michael Rancic escribió que Blackstar es "una declaración definitoria de alguien que no está interesado en vivir en el pasado, sino más bien, por primera vez en mucho tiempo, esperando que todos los demás se pongan al día".

## Lista de canciones
| Blackstar — CD – vinyl – digital download |                                 |          |  |
| N.º                                       | Título                          | Duración |  |
| 1.                                        | «Blackstar»                     | 9:57     |  |
| 2.                                        | «'Tis a Pity She Was a Whore»   | 4:52     |  |
| 3.                                        | « Lazarus»                      | 6:22     |  |
| 4.                                        | «Sue (Or in a Season of Crime)» | 4:40     |  |
| 5.                                        | «Girl Loves Me»                 | 4:51     |  |
| 6.                                        | «Dollar Days»                   | 4:44     |  |
| 7.                                        | «I Can't Give Everything Away»  | 5:47     |  |

Bonus tracks
| Tema extra (edición digital) |                     |          |  |
| N.º                          | Título              | Duración |  |
| 8.                           | «Blackstar» (video) | 9:59     |  |

## Personal
- David Bowie – voz, guitarra acústica, mezclas, productor, orquestación, "Fender Guitar" (3), armónica (7).
- Donny McCaslin – flauta, saxofón, instrumentos de viento.
- Ben Monder – guitarra.
- Jason Lindner – piano, órgano, teclados.
- Tim Lefebvre – bajo.
- Mark Guiliana – batería, percusión.
- Kevin Killen – ingeniero de sonido.
- Erin Tonkon – ingeniero asistente, coros (2).
- Joe Visciano – ingeniero asistente.
- Kabir Hermon – ingeniero asistente.
- Joe LaPorta – masterización.
- Tom Elmhirst – ingeniero de mezclas.
- Tony Visconti – productor, orquestación, ingeniero de mezclas.
- James Murphy – percusión (4 y 5).

## Posición en listas
| Lista (2016)                        | Posición |
| ----------------------------------- | -------- |
| Alemania (Offizielle Top 100)       | 1        |
| Argentina (CAPIF)                   | 1        |
| Australia (ARIA)                    | 1        |
| Austria (Ö3 Austria)                | 1        |
| Bélgica (Ultratop Flandes)          | 1        |
| Bélgica (Ultratop Wallonia)         | 1        |
| Canadá (Canadian Albums Chart)      | 1        |
| Dinamarca (Hitlisten)               | 1        |
| Escocia (OCC)                       | 1        |
| España (PROMUSICAE)                 | 1        |
| Estados Unidos (Billboard 200)      | 1        |
| Finlandia (Suomen virallinen lista) | 1        |
| Francia (SNEP)                      | 1        |
| Grecia (IFPI Greece)                | 3        |
| Hungría (MAHASZ)                    | 4        |
| Irlanda (IRMA)                      | 1        |
| Italia (FIMI)                       | 1        |
| Japón (Oricon)                      | 5        |
| Nueva Zelanda (RMNZ)                | 1        |
| Noruega (VG-lista)                  | 1        |
| Países Bajos (MegaCharts)           | 1        |
| Portugal (AFP)                      | 1        |
| Reino Unido (OCC)                   | 1        |
| Suecia (Sverigetopplistan)          | 1        |
| Suiza (Schweizer Hitparade)         | 1        |